# Варпе
Варпе (њем. Warpe) општина је у њемачкој савезној држави Доња Саксонија. Једно је од 36 општинских средишта округа Нинбург (Везер). Према процјени из 2010. у општини је живјело 799 становника. Посједује регионалну шифру (AGS) 3256035.

## Географски и демографски подаци
Варпе се налази у савезној држави Доња Саксонија у округу Нинбург (Везер). Општина се налази на надморској висини од 32 метра. Површина општине износи 20,1 km². У самом мјесту је, према процјени из 2010. године, живјело 799 становника. Просјечна густина становништва износи 40 становника/km².